# Mondo Records
Mondo Records ist ein Plattenlabel des italienischen Rappers Mondo Marcio. Es wurde 2008 gegründet. Das Independent-Label wird von Edel SE vertrieben.

## Geschichte
Kurz nach der Gründung unterschrieb Michelle Lily bei Mondo Records.
Die erste Veröffentlichung des Labels war Mondo Marcios dritte Mixtape In cosa credi, das am 11. Juli 2008 erschien.
Am 30. Oktober 2009 erschien Michelle Lilys erstes Soloalbum The Real Me. Mondo Marcio hat alle Titel des Albums alleine produziert.
Anfang des Jahres am 29. Januar 2010 erschien das vierte Soloalbum von Mondo Marcio mit dem Titel Animale in gabbia. Das Album chartete auf Platz 37 in den italienischen Charts.
2011 erschienen 2 kostenlose Mixtapes (Il fumo uccide und Puoi fare di meglio) und das Mixtape Musica da serial killer um die Wartezeit zu verkürzen für Mondo Marcios fünftes Soloalbum, was 2012 erscheinen soll.
Am 3. August 2012 gab Mondo Marcio durch sein Facebook-Profil bekannt, dass sein fünftes Soloalbum Cose dell’altro mondo nun am 2. Oktober erscheinen wird. Die erste Single-Auskopplung ist das Lied Fight Rap und wurde bereits am 31. Juli veröffentlicht. Ende August wurde von Mondo Marcio auf der offiziellen Website bekannt gegeben, dass zwei weitere Rapper (A&R und Beng) bei Mondo Records unter Vertrag genommen wurden. Am 31. August folgte die zweite Single-Auskopplung Senza cuore und ein weiteres kostenloses Mixtape 4 conigli neri. Am 7. September erschien das zweite Soloalbum von Michelle Lily Transparent als Freedownload. Cose dell’altro mondo stieg in der 40. Kalenderwoche des Jahres 2012 für eine Woche auf Platz 2 in den italienischen Charts. Somit war es für das Label und Mondo Marcio das erste Mal ein Sprung auf Platz 2 der italienischen Album-Charts.

## Künstler
Aktive Künstler
- Mondo Marcio (seit 2008)
- Michelle Lily (seit 2008)
- A&R (seit 2012)
- Beng (seit 2012)

## Veröffentlichungen
| Jahr | Titel                 | Interpret     | Status | Bemerkung                      |
| ---- | --------------------- | ------------- | ------ | ------------------------------ |
| 2009 | The Real Me           | Michelle Lily | –      | –                              |
| 2010 | Animale in gabbia     | Mondo Marcio  | –      | –                              |
| 2012 | Transparent           | Michelle Lily | –      | kostenloses Album, nur digital |
| 2012 | Cose dell’altro mondo | Mondo Marcio  | –      | –                              |

| Jahr | Titel                   | Interpret    | Status | Bemerkung                        |
| ---- | ----------------------- | ------------ | ------ | -------------------------------- |
| 2008 | In cosa credi           | Mondo Marcio | –      | –                                |
| 2011 | Il fumo uccide          | Mondo Marcio | –      | kostenloses Mixtape, nur digital |
| 2011 | Musica da serial killer | Mondo Marcio | –      | –                                |
| 2011 | Puoi fare di meglio     | Mondo Marcio | –      | kostenloses Mixtape, nur digital |
| 2012 | 4 conigli neri          | Mondo Marcio | –      | kostenloses Mixtape, nur digital |

| Jahr | Titel           | Interpret                | Status | Bemerkung |
| ---- | --------------- | ------------------------ | ------ | --------- |
| 2011 | Di quello buono | Mondo Marcio präsentiert | –      | –         |

| Jahr | Titel                           | Interpret                   | Status | Bemerkung                  |
| ---- | ------------------------------- | --------------------------- | ------ | -------------------------- |
| 2009 | Mini                            | Michelle Lily               | –      | kostenlose EP, nur digital |
| 2009 | Animale in gabbia sta arrivando | Mondo Marcio                | –      | kostenlose EP, nur digital |
| 2010 | Maschera a gas                  | Mondo Marcio                | –      | kostenlose EP, nur digital |
| 2012 | Finte verità                    | Mondo Marcio & Steve Forest | –      | –                          |

| Jahr | Titel                                   | Interpret                   | Status | Bemerkung          |
| ---- | --------------------------------------- | --------------------------- | ------ | ------------------ |
| 2008 | Tutto può cambiare In cosa credi        | Mondo Marcio                | –      | feat. Pier Cortese |
| 2009 | Sopra di noi In cosa credi              | Mondo Marcio                | –      | –                  |
| 2009 | Non sono una rockstar Animale in gabbia | Mondo Marcio                | –      | –                  |
| 2010 | Mp3 Animale in gabbia                   | Mondo Marcio                | –      | nur digital        |
| 2010 | Zeropuntootto                           | Mondo Marcio                | –      | –                  |
| 2010 | A spasso nel cimitero Animale in gabbia | Mondo Marcio                | –      | –                  |
| 2012 | Finte verità Finte verità EP            | Mondo Marcio & Steve Forest | –      | –                  |
| 2012 | Fight Rap Cose dell’altro mondo         | Mondo Marcio                | –      | nur digital        |
| 2012 | Senza cuore Cose dell’altro mondo       | Mondo Marcio                | –      | –                  |
| 2013 | Troppo lontano Cose dell’altro mondo    | Mondo Marcio                | –      | nur digital        |
| 2013 | Sempre in serata                        | Mondo Marcio                | –      | nur digital        |

## Sonstiges
Disstracks
- 2011: Mondo Marcio: Un altro Punk in città (gegen Entics)
- 2011: Mondo Marcio: Cristiano cosa fai. (gegen Entics)

Freetracks
- 2008: Mondo Marcio: Conigli
- 2008: Mondo Marcio: Cannon
- 2012: Mondo Marcio: Dove sono i soldi
- 2012: Mondo Marcio: Sub zero
- 2012: Mondo Marcio: Lord Knows
- 2012: Beng: 300 Barre. (300 Bars)
- 2012: Mondo Marcio: Conosci il nome
- 2012: Mondo Marcio: Cala il silenzio
- 2012: Mondo Marcio: Gian Marco
- 2012: Mondo Marcio: Puoi fare di meglio REMIX. (feat. Beng, Choppa Zoe & Ray Sites)
- 2012: Mondo Marcio: Natale No
- 2013: Mondo Marcio: Solo noi
- 2013: Mondo Marcio: Started From The Bottom (Solo Bombe)
- 2013: Mondo Marcio: Effetto Shock
- 2013: Mondo Marcio: Solo con una
- 2013: Mondo Marcio: Demone nell'iPod
- 2013: Mondo Marcio: Dal tramonto all'alba

Musikvideos
- 2008: Mondo Marcio: Tutto può cambiare. (feat. Pier Cortese)
- 2009: Mondo Marcio: Sopra di noi
- 2009: Mondo Marcio: In cosa credi
- 2009: Mondo Marcio: Non sono una rockstar
- 2010: Mondo Marcio: Mp3
- 2010: Mondo Marcio: Zeropuntootto
- 2010: Mondo Marcio: Tutto torna
- 2010: Mondo Marcio: A spasso nel cimitero
- 2010: Mondo Marcio: Tutto a posto
- 2011: Mondo Marcio: Come un italiano
- 2011: Mondo Marcio: Nessuno ti ama
- 2011: Mondo Marcio: Puoi fare di meglio
- 2011: Mondo Marcio: Continua domani
- 2012: Mondo Marcio: Non dimenticare
- 2012: Mondo Marcio: Finte verità. (mit Steve Forest)
- 2012: Mondo Marcio: Fight Rap
- 2012: Mondo Marcio: Senza cuore
- 2012: Mondo Marcio: Cose dell’altro Mondo
- 2012: Mondo Marcio: Quando tutto cade. (feat. Killacat)
- 2013: Mondo Marcio: Troppo lontano
- 2013: Mondo Marcio: Bang! (feat. Vacca)
- 2013: Mondo Marcio: Sempre in serata